# Hrabstwo Wilkes (Georgia)

Piramida wieku hrabstwa

Hrabstwo Wilkes (ang. Wilkes County) – hrabstwo w stanie Georgia, w Stanach Zjednoczonych. Według spisu w 2020 roku liczy 9,6 tys. mieszkańców, w tym 40,1% to Afroamerykanie. Z gęstością 7,9 os./km² należy do dwudziestu najsłabiej zaludnionych hrabstw Georgii. Jego siedzibą administracyjną jest miasto Washington.
Powstało w 1777 roku. Jego nazwa powstała od nazwiska Johna Wilkesa (1727–1797), parlamentarzysty brytyjskiego sympatyzującego z niepodległością kolonii amerykańskich.

## Geografia
Według spisu z 2000 obszar całkowity hrabstwa obejmuje powierzchnię 1228 km², z czego 1221 km² stanowią lądy, a 7 km² stanowią wody. Według szacunków United States Census Bureau w roku 2011 miało 10 211 mieszkańców.

### Miejscowości
- Tignall
- Rayle
- Washington

## Sąsiednie hrabstwa
- Hrabstwo Elbert (północ)
- Hrabstwo Lincoln (wschód)
- Hrabstwo McDuffie (południowy wschód)
- Hrabstwo Warren (południe)
- Hrabstwo Taliaferro (południowy zachód)
- Hrabstwo Oglethorpe (zachód)

## Polityka
Hrabstwo jest przeważająco republikańskie, gdzie w wyborach prezydenckich w 2020 roku, 56,1% głosów otrzymał Donald Trump i 42,9% przypadło dla Joe Bidena.

## Religia
W 2020 roku większość mieszkańców to ewangelikalni i afroamerykańscy protestanci, z największą denominacją Południową Konwencją Baptystów (29,8%). 4,3% deklarowało członkostwo w Kościele katolickim.